# Ochrotrichia ingloria
Ochrotrichia ingloria är en nattsländeart som beskrevs av Lazar Botosaneanu 1995. Ochrotrichia ingloria ingår i släktet Ochrotrichia och familjen smånattsländor. Inga underarter finns listade i Catalogue of Life.